# Hos terapeuten
Hos terapeuten eller Betipul (på hebreiska בטיפול, vilket bokstavligen betyder Under terapi) är en israelisk dramaserie som handlar om psykoterapeuten Reuven Dagan, spelad av Assi Dayan, behandlingen av dennes patienter och Dagans egna problem. Seriens visades i 45 avsnitt i Israel 2005, med ett nytt avsnitt varje vardag. Ingen mer säsong var planerad, men när den israeliska serien fick en amerikansk kopia i serien In Treatment, producerad 2007 av kabeltevebolaget HBO med Gabriel Byrne i huvudrollen som terapeut, togs serien upp igen i Israel. En andra säsong av Betipul visades januari - mars 2008 i israelisk tv och visades 2009 under namnet Hos terapeuten av den svenska kulturorienterade kabeltevekanalen Axess TV.  
Betipul speglar i olika episoder den israeliska terapeuten Reuven Dagans personliga och professionella liv. Varje avsnitt är drygt en halvtimme i och serien följer Dagan i realtid var han än befinner sig eller gör under denna halvtimme. Halvtimmen är hämtad från arbetsdagarna söndag till torsdag, och för att handlingen ska hänga ihop är det bara vissa av Dagans patienter som tittarna får följa. I den första säsongen spelar Assi Dayan psykoterapeuten Reuven Dagan, Gila Almagor gör Reuvens egen terapeut och mentor, Meirav Gruber Reuvens hustru. Ayelet Zurer, Lior Ashkenazi, Maya Maron, Alma Zack och Rami Heuberger spelar olika patienter. Den första säsongen regisserades av Nir Bergman, Hagai Levi, Ori Sivan och Uzi Weill. Manusförfattare var Ari Folman (Waltz with Bashir) och Assaf Tzipor (Ha-Hamishia Hakamerit).
Den andra säsongen januari - mars 2008. Tanken var att en kvinnlig terapeut skulle ha huvudrollen denna gång, men till sist bestämdes att Dagan skulle bli huvudperson än en gång. Alma Zack, Rami Heuberger och Gila Almagor fortsatte i sina roller från föregående säsong. Moni Moshonov, Asi Levi, Niv Zilberberg och Tali Sharon besatte nya roller.
Säsong 1 av Betipul vann samtliga israeliska utmärkelser som kunde ges för en dramaserie 2005, däribland bästa dramaserie, bästa manliga huvudroll (Dayan) och bästa kvinnliga huvudroll (Zurer), bästa manus och bästa regi. Maya Maron och Alma Zack var även de nominerade för bästa kvinnliga huvudroll.
Även säsong 2 av serien var nominerad för bästa dramaserie (som emellertid gick till Parashat Hashavua), tillsammans med 7 andra nomineringar. Dayan vann igen bästa manliga huvudroll och Asi Levi och Alma Zack vann båda priset för bästa kvinnliga huvudroll. Säsong 2 av Betipul fick även priset för bästa manus.